# Oskyldigt dömd
Oskyldigt dömd är en svensk dramaserie för TV från 2008. Den första säsongen spelades in i tolv avsnitt under februari 2008 för att sändas under hösten samma år. Serien hade premiär på den finlandssvenska kanalen FST den 24 september 2008 och hade senare samma kväll Sverigepremiär i TV4. Serien produceras av Filmlance som tidigare producerat flera av Beck-filmerna. Den 23 januari 2008 släppte TV4 ett pressmeddelande som meddelade att Mikael Persbrandt skulle spela huvudrollen. Den 10 februari offentliggjordes ytterligare medlemmar i rollistan såsom Helena af Sandeberg och Sofia Ledarp som spelar två av de juridikstuderande som Mikael Persbrandts rollfigur undervisar. Även Marie Richardson och Mirja Turestedt syns i serien.  
Inspelningarna av seriens andra säsong startade våren 2009. Till skillnad från första säsongens manus som skrevs av Johan Zollitsch, Jan Arnald, Karin Gidfors och Hans Rosenfeldt är andra säsongens avsnitt författade av Thomas Borgström och Sara Heldt.
Onsdagen 30 september 2009 kl. 21.00 började andra säsongen av Oskyldigt dömd sändas i Sverige på TV 4.
Till skillnad från TV4:s förra storsatsning Labyrint, som floppade totalt, kommer varje avsnitt att utgöra en avslutad berättelse. "Då kan man missa ett avsnitt utan att det är hela världen. Det är så folk tittar på TV i dag", säger Åsa Sjöberg, programdirektör på TV4. Kanalen vill inte avslöja hur mycket satsningen har kostat, men bekräftar att det har gått åt "mycket pengar".
Serien sänds även i Finland i kanalen FST5.

## Handling
Markus Haglund (Mikael Persbrandt) är en kontroversiell straffrättsprofessor som arbetar för dem som blivit orättvist behandlade eller oskyldigt dömda, han brinner för att hjälpa dem som utsatts för oförrätter. Markus tar tillsammans med sina fyra begåvade och noggrant utvalda juridikstuderande Fia Jönsson (Sofia Ledarp), Anna Sjöstedt (Helena af Sandeberg), Belal Al-Mukhtar (Francisco Sobrado) och Roger Andersson (Leonard Terfelt) tag i fall där den straffade misstänks vara oskyldigt dömd.
På Uppsala Universitet leder han, högst motvilligt, en kurs som heter Oskyldigt dömd. Här jobbar han tillsammans med fyra juridikstuderande och tar sig an fall där de misstänker att de straffade är oskyldiga. Han tar ofta till mer oortodoxa och riskfyllda metoder, bästa sättet att bevisa någons oskuld är att hitta den verklige gärningsmannen. Han för sin kamp i domstolar, på fängelser, i tv-soffor och på alltför många barer, Markus och hans studenter brinner för att lösa gåtorna och finna sanningen, men vägen dit är inte alltid helt lätt. Får man bryta mot lagen för att upprätthålla den?

## Avsnitt, första säsongen

### Avsnitt 1
I det första avsnittet berättar en av Fias skyddslingar om sin styvfar som hon misstänker sitter oskyldigt dömd för mordet på hennes mamma. Detta blir professor Haglunds grupps första fall och det leder dem på kollisionskurs mot en grupp piketpoliser som sluter leden för att skydda sina egna. Markus och hans tre studenter lyckas sätta polisernas grupp i gungning genom att hitta deras svagheter, de lyckas till och med få en polis, Roger Andersson, att byta sida och bli den fjärde medlemmen i gruppen.
Roller
- Peter Järn - Christian Dengsöe
- Johan Hedenberg - Tomas Storm
- Kim Jansson - Maria Persson
- Jamil Drissi - Henrik Edin
- Susanne Barklund - Jannike Storm
- Franciska Löfgren - Li-Anne Persson

### Avsnitt 2
I det andra avsnittet försöker en invandrarkille stoppa en sällsynt rå dödsmisshandel, men det slutar med att han blir oskyldigt utpekad av några vittnen. När byråkratin väl sätter igång har en kille med hans bakgrund, en invandrarkille med halvtaskigt förflutet, inte en chans att värja sig. För att hjälpa honom utmanar Markus Haglund åklagaren i direktsänd tv.
Roller
- Farid Sohradi - Serkan Gelik
- Peter Schildt - Robert Ekelund
- Bengt Järnblad - Kenneth Strömberg
- Johanna Lazcano Osterman - Selma Demir
- Tilde de Paula som sig själv
- Douglas Johansson - Håkan Malm
- Jannike Grut - Mona Håkansson
- Micke Spreitz - Tommy Mörth

### Avsnitt 3
En av Markus gamla flammor Elisabeth Wijnmark (spelad av Linda Källgren) avverkar ett långt fängelsestraff för narkotikasmuggling. Markus tar sig an fallet, om än motvilligt. Samtidtigt råkar Belal i trubbel hos sin gamla arbetsgivare, en advokatbyrå som är mycket väl bekanta med smugglarna. I sin strävan efter att få Elisabeth frikänd upptäcker man att hon blivit hotad, frågan är av vem och spåren leder till Belals byrå. En dag blir Elisabeth attackerad inne på fängelset av en annan intern, och hon hamnar på sjukhuset. Samtidigt har Anna stiftat bekantskap med en av Markus & Elisabeths gamla vänner Andreas Bergstedt. Han bjuder med Anna till en fest i Thailand, en likadan som han hade bjudit med Elisabeth till och som slutade med att hon hamnade i fängelset. Väl i Thailand dyker Markus upp, han har kommit fram till att Andreas är den egentlige smugglaren, han lurar kvinnor och lägger knarket i deras bagage. Men den här gången är Anna och Markus ett steg före. Framme på Arlanda byter de ut Annas och Andreas väska och tipsar tullen, vilket gör att Andreas åker fast. Samtidigt har Jasmine, Andreas kumpan, beslutat att vittna om att Elisabeth inte var medveten om knarket i hennes väska, och hon blir frikänd.
Roller
- Linda Källgren - Elisabeth Wijnmark
- Reuben Sallmander  - Andreas Bergstedt
- Tobias Aspelin - Peter Berglin
- Peter Parkrud - Ulf Svensson
- Linda Santiago - Jasmine Brand
- Stig Engström - Hans

### Avsnitt 4
En mor Ellen Johansson, som är helt övertygad om att hennes son är oskyldigt dömd för en smitningsolycka kontaktar Markus. Oskyldigt dömd-gruppen hittar flera bevis som pekar på just detta, trots det hävdar sonen Svante att han är skyldig. Gruppen undrar varför han ljuger om det. Allteftersom fallet nystas upp dyker fler och fler skumma samband upp. Svantes flickvän Nikki är syster till Svantes bästa vän Johannes, som är den huvudmisstänkte för smitningen. Man upptäcker även att han är medlem i en kriminell organisation, vars ledare nyligen blivit mördad och som har fått honom att stiga i graderna. Samtidigt inleder Nikki och Roger ett förhållande, något som påverkar Rogers objektivitet i utredningen. Han ställs inför ett svårt val när gruppen inser att Nikki på något sätt är knuten till mordet på gängets "President". Det visar sig att Nikki bråkade med honom när Svante dök upp och knuffade ner honom för trappan, vilket orsakade hans död. Samtidigt kör Nikkis bror över en gammal man, men smiter ifrån olycksplatsen. Nikki får en idé, genom att säga att Svante är den skyldige får han alibi för mordet på gängledaren och hennes bror slipper fängelse. Oskyldigt dömd-gruppen med Markus i spetsen inser att om historien kommer ut lär inte någon av de inblandade leva länge till, de bestämmer sig istället för att hålla tyst om saken och låta Svante sitta av sitt straff.
Roller
- Erik Johansson - Svante Johansson
- Moa Gammel - Nikki
- Omid Khansari - Belals Kusin
- Peter Viitanen - Johannes
- Tommy Andersson - Malte
- Tom Ljungman - Kalle
- Lena B. Eriksson - Ellen Johansson
- Jan-Ivar Utas - Jan Mortén

### Avsnitt 5
Nazir Jarraz har blivit dömd för mord på en polis i samband med ett bankrån. Markus och hans studenter synar domen och förundersökningen och finner att han är oskyldig, han försökte i själva verket stoppa de andra rånarna. Efter att ha tagit till flykten kastar Nazir in sitt vapen i skogen. Polisen vet om att det bara avlossades skott från två vapen, och att Nazir är oskyldig till polismord men han döms ändå till livstids fängelse. Markus snokar vidare i utredningen och de lyckas hitta vapnet som bevisar att Nazir inte avlossade några skott. Samtidigt hittar de ett undangömt vittnesmål från en man som bekräftar att bara två av rånarna avlossade skott mot poliserna. Utredningen får Belals och Annas relation att krackelera, efter en utekväll lämnar Belal Anna på krogen och går hem. Anna däremot umgås med en kille hon just träffat. Dagen därpå gör Anna en upptäckt som förändrar teamets syn på Nazir helt och hållet. Enligt vad de tidigare fått veta så satt Nazir i irakiskt fängelse, men han har hela tiden ljugit om sin identitet. Egentligen var han en av Saddam Husseins torterare. En man vars fru Nazir torterade ihjäl berättar detta för teamet och de vet inte vad de ska ta sig till. Markus vill sätta Nazir inför krigstribunalen i Haag och ber Ulrika Stiegler, Markus ex fru, om hjälp. Men eftersom Irak inte har godkänt de standarder som gäller för Haag, så har han inte rätten att prövas där. Istället måste han prövas inför IACC, Iraqian Special Court.
De bestämmer sig för att ge Nazir ett val, antingen så låter de honom sitta kvar i fängelse för mord eller så erkänner han sina brott mot mänskligheten. Han erkänner och fängelset förbereder en förflyttning. Samtidigt har kugghjulen börjat gå högre upp i det politiska systemet, USA har fått korn på Nazir och istället för att flyttas till Irak så skickas han till Guantanamobasen. Belal och Anna har nu övervunnit sina problem och allt är frid och fröjd. Tills Anna får ett mejl som innehåller en porrfilm, som hon själv medverkar i...
Roller
- Zardasht Rad - Nazir Jarraz
- Johan H:son Kjellgren - Jens Renström
- Jens Hultén - Tore
- Tobias Aspelin - Peter Berglin
- Alireza Mojalla - Al Habash
- Kajsa Reingardt - Bengtsson

### Avsnitt 6
Fias pappa Johnny sitter inne på livstid för mord, något som han själv hävdar att han är oskyldig till. Fia tar sig an fallet, men hon ställs inför ett svårt dilemma. Kan hon verkligen lita på sin pappa? Fia söker även upp sin mamma och gamla lögner återuppväcks. För kriminalpolisen Fredrik Jönsson ställer fallet med Johnny till det rejält för honom. Anledningen till att Fia ens började läsa juridik var just för att hennes pappa satt inne, och med sin karriär på spel beslutar hon att lita på sin pappa.
Roller
- Allan Svensson - Johnny Jönsson
- Thomas Hedengran - Fredrik Johnsson
- Ing-Marie Carlsson - Fias Mamma
- Göran Forsmark - Karlsson
- Gustav Levin - Rolf
- Morgan Alling - Robert Almgren
- Tobias Aspelin - Peter Berglin

### Avsnitt 7
Alf Fransson lever på sjukpension och fördriver dagarna med att dricka sprit och ta amfetamin med sina likasinnade vänner i Katrineholm. En morgon, efter ett fylleslag, vaknar han upp ur ruset och hittar sin kompis död i lägenheten. Alf ringer polisen och berättar att han mördat sin suparbroder. Alf döms för dådet men är han verkligen skyldig? En av Alfs vänner berättar på sin dödsbädd att det egentligen var hon som var mördaren, detta får OD-gruppen att reagera. Markus och Anna reser till Katrineholm för att hitta bevis på att Alf är oskyldig. Samtidigt beger sig Fia till kvinnans son för att förhöra honom och hitta fingeravtryck från hans mamma. Hon börjar dock få känslor för honom, något som kan äventyra hela utredningen. Markus och Anna upptäcker att ett fel har begåtts gällande mordutredningen. En öppen balkongdörr har resulterat i att rättsläkarens bedömning av dödstillfället är felaktigt och att Alf därför inte kan ha gjort det. Från början trodde man att han hade dött vid halv tre på morgonen, men det visar sig vara halv sex. En tidpunkt då en granne såg en man springa från lägenheten. OD-gruppen inser att det är kvinnans son som är mördaren, något som Fia tar hårt på. Under tiden som utredningen pågår har Belal umgåtts med sin kusin som är inblandad i ett värdetransportrån. Polisen är övertygade om att Belal är hjärnan bakom kuppen och vägrar att släppa honom, tills Anna ingriper och hjälper Belal ut.
Roller
- Niklas Falk - Alf Fransson
- Jessica Zandén - Annika Hallin
- Jonatan Rodriguez - Johan
- Måns Nathanaelson - Sonnelid
- Emil Almén - Mårten
- Pierre Lindstedt - Bergman

### Avsnitt 8
Carina Persson döms för mordbrand på sin make och hans älskarinna trots att hon hävdar att hon är oskyldig. När älskarinna plötsligt, fyra år senare, dyker upp död i Tyskland bestämmer sig OD-gruppen för att granska fallet. Men frågan är vart maken tog vägen. Var det hans tänder som hittades i askan? Om inte vems var tänderna och var kom liken från? Gruppen bestämmer sig för att börja från början och de finner att Carina döms för morden på mycket lösa grunder. Det visar sig att hennes advokat, Peter Berglin, gjort sexuella närmanden på henne och därför blivit avskedad av Carina. Belal tappar tålamodet och slår ner Peter, något som gör att han blir anklagad för misshandel. Samtidigt har Anna grävt fram ett SOS-samtal som Carina ringde vid branden som helt hade glömts bort av utredningen. Men på grund av misshandeln av Berglin tvingas OD-gruppen att lägga ner undersökningarna tills Markus hotar Berglin och de kan fortsätta.
Fler och fler spår pekar mot att Leif Persson inte är död trots allt, men vems kroppar var det då som brann inne? Fia märker att Leif och Carinas åkeri under flera år har kört lik åt ett krematorium, kan detta ha något samband? Fia och Roger besöker krematoriet för att få svar på sina frågor, dock bestämmer Fia sig för att gå in ensam och säger åt Roger att vänta utanför. Väl där inne lyckas hon få bevis för att Leif faktiskt är i livet, ett vittnesmål från en ur personalen, då Leif plötsligt dyker upp. Han slår ner de båda och lägger Fia i en kista som han lastar i krematorieugnen. Roger börjar att ana oråd eftersom det går så länge, han lyckas ta sig in och ser Leif där. Leif låser in sig och sätter igång ugnen och börjar skicka in Fia då hon börjar be om nåd och ber honom att tänka på sin dotter. Leif, som inte vet om att han har en dotter, stannar upp och börjar tänka. Då stormar polisen in genom dörren och brottar ner honom, Fia räddas ur kistan och förs i säkerhet. Senare träffas åter igen Carina och Leif, och Carina frågar varför han lät henne på skulden och hur han kunde låta henne sitta i fängelse utan att göra något. Han svarar att han aldrig har älskat henne, vilket blir för mycket för Carina. Hon och dottern lämnar Leif i fängelset och går ut i friheten.
Roller
- Leif Andrée - Leif Persson
- Malin Morgan - Carina Persson
- Fredrik Hammar - Pelle Östlund
- Boman Oscarsson - Kenneth Persson
- Anna Ulrika Ericsson - Monica Persson
- Petra Hultgren - Thielman

### Avsnitt 9
Elena Lilova är en bulgarisk kvinna som lurats till Sverige under förespeglingen om ett liv i lyx. Med sig har hon sin lille son. Men drömmen går i kras när hon istället tvingas arbeta som prostituerad med hot om att hennes son ska skadas om hon inte fortsätter. Elena hamnar mitt i en uppgörelse mellan hallickar och blir dömd för mord på en känd hallick. OD-gruppen tar sig an fallet som visar sig vara mer komplicerat än de trott. 
Den enda som kan vittna till Elenas fördel är justitieråd i Högsta Domstolen, som haft en sexuell förbindelse med henne. Elena själv vägrar samarbeta av rädsla för repressalier mot sin son. Det visar sig att även Elenas försvarsadvokat är inblandad i det hela, på grund av att han är skyldig Martin Wendén, en högt uppsatt kriminell man, pengar. Hallicken som mördades visar även vara Wendéns gamla "lärling" som startat eget och tagit upp kampen mot honom. OD-gruppen med Markus i spetsen börjar ana ett samband, och när man upptäcker att det finns ytterligare ett vittne till mordet, Jessy91, börjar hoten att hagla över gruppen. Markus vän Caroline Gustavsson blir skjuten i hans hem, men klarar sig med lindriga skador, Rogers utvecklingsstörda bror blir hotad och Fia blir nedslagen. Av rädsla för repressalier funderar de på att lägga ner hela utredningen, men beslutar sig ändå för att fortsätta.
Roger lyckas till slut spåra Jessy91, och söker upp henne. Hon flyr men glömmer sin väska, Markus känner igen henne på hennes ID-kort. Det visar sig vara Martin Wendéns dotter, gruppen får henne att berätta vad som egentligen hände den kvällen då hallicken blev mördad. Det visar sig vara så att Jessy jobbade för sin pappas värsta konkurrent som prostituerad, något som fick Wendén att slå ihjäl honom. Han skyllde sedan mordet på Elena som med rädsla för sin son går med på att erkänna. Jessy vittnar mot sin pappa och Elena blir frisläppt, och ännu en oskyldigt dömd är friad.
Roller
- Mirja Turestedt - Elena Lilova
- Jan Waldekranz - Martin Wendén
- Mylaine Hedreul - Jessica
- Dan Bratt - Birger Carlsten
- Georgi Staykov - tolken
- Harald Lönnbro - Måns Kristiansson
- Bergljót Arnadóttir - Lillemor
- Peter Carlberg - Roger Miller

### Avsnitt 10
Markus ex-fru åklagare Ulrika Stiegler kommer till Anna med ett brådskande fall. Mehran Mahdavikia, en homosexuell flykting från Iran, sitter internerad på Hall och kommer att utvisas till Iran och en säker död genom avrättning om de inte kan få honom friad. I en kamp mot klockan tvingas OD-gruppen vända på varenda sten i ett mål där överklassbrats ställs mot en dömd flykting och priset för ett misslyckande är det allra högsta tänkbara - döden.
Roller
- Johannes Albin Alfvén - Jonas Olshammar
- Sten Ljunggren - Christoffer Olshammar
- Sunil Munshi - Mehran
- Jimmy Lindström - Mats Ström
- Johan Rabaeus - Björn Sjöstedt
- Alexander Stocks - Fredrik
- Josephine Bornebusch - Annika

### Avsnitt 11
Emma Bergqvist är ensamstående mamma som äntligen hittat en trygg famn efter flera destruktiva förhållanden bakom sig, det finns bara ett problem, hennes dotter. Emma försöker därför döda sitt barn och frågan är om man kan förlåta en mor som begått en sådan handling. Markus och hans elever tvingas konfrontera både sina egna och mammans djupt rotade föreställningar om vad som är möjligt att förlåta när de tar sig an fallet.
Roller
- Claudia Galli - Emma Bergqvist
- Eva Fritjofson - Ingegärd
- Niklas Riesbeck - Simon
- Gunnel Fred - Louise Sjöstedt
- Kerstin Steinbach - Kajsa

### Avsnitt 12
Annas pappa Björn Sjöstedt är en framgångsrik företagsledare inom läkemedelsindustrin, men frågan är vad som döljer sig bakom fasaden och det självsäkra uppträdandet. Annas mamma Louise Sjöstedt har alltid varit mån om familjen. Och fasaden. Men hur är egentligen deras förhållande till dottern? När Roger plötsligt står anklagad för att ha försökt mörda hennes pappa tvingas hon inse att något är mycket mycket fel. Markus tvingas mot sin vilja ta sig an fallet som Rogers försvarare i rätten. Samtidigt håller Markus eget privatliv på att hinna ifatt honom och han riskerar att förlora dem som står honom allra närmast.
Roller
- Johan Rabaeus - Björn Sjöstedt
- Gunnel Fred - Louise Sjöstedt
- Camilla Lundén

## Huvudroller

### Markus Haglund
Spelas av Mikael Persbrandt

Markus är en straffrättsprofessor vid Uppsala Universitet. Hans personlighetsdrag säger att han är tämligen odräglig. Han är även en kvinnokarl med narcissistiska drag. Han leder en grupp om fyra studenter där de sätter tänderna i fall där en misstanke om att någon blivit oskyldigt dömd finns. Markus var förut gift med Ulrika Stiegler, som numera är kammaråklagare vid åklagarmyndigheten i Stockholm. Markus har en del skumma kontakter, bland annat känner han droglangaren Andreas Bergstedt sedan länge tillbaka, och han sätter själv dit honom för smuggling. Markus Haglund har blivit jämförd med Dr. Gregory House (från House, spelad av Hugh Laurie).

### Fia Jönsson
Spelas av Sofia Ledarp

Fia är en av de fyra juridikstuderande som ingår i professor Haglund "Oskyldigt dömd"-grupp. Hon är en rak och tuff tjej, är orädd och vet vad hon vill. Hennes pappa sitter i fängelse för mord, men påstår att han är oskyldigt dömd, något som gör att Fia har rent personliga skäl att gå kursen. Hon är en idealist som brinner för de svaga i samhället. Fia bor som inneboende hos Markus. Fia och gruppen tar sig an hennes pappas fall - det är ju faktiskt därför som hon innerst inne valt att läsa juridik. Fallet ställer henne inför ett svårt dilemma - kan hon verkligen lita på sin pappa? Med sin karriär som jurist i den ena vågskålen, ställd mot Fias personliga önskan att våga lita på sin pappa (spelad av Allan Svensson) tvingas hon svara på den alltmera brännande frågan, är pappa verkligen oskyldig till det brott han sitter inne för? Under ett besök hos hennes mamma, Liselott (Ing-Marie Carlsson), kommer gamla lögner kommer upp till ytan och frågan är om sanningen alltid är den man var ute efter.

### Anna Sjöstedt
Spelas av Helena af Sandeberg

Anna är en av de fyra juridikstuderande som ingår i professor Haglund "Oskyldigt dömd"-grupp. Hon är en ambitiös och duktig överklassflicka. Hon är snabb i käften, smart och slagkraftig. Enligt Helena som spelar henne har hon också "flera mörka hemligheter". Anna är en riktig karriärist, hon har alltid varit bäst i klassen och ser kursen som en gräddfil till de mest prestigefyllda juristjobben, på grund av att det är professor Haglunds namn på utbildningsbeviset. Anna och Belal inleder efter Annas strapatser i Thailand ett förhållande, men de vill hålla det hemligt för gruppen. 

### Belal Al-Mukhtar
Spelas av Francisco Sobrado

Belal är en av de fyra juridikstuderande som ingår i professor Haglund "Oskyldigt dömd"-grupp. Han är invandrare, och han är den första i sin familj att över huvud taget skaffa sig en akademisk examen. Han skäms för sina släktingar, och skickar iväg en av sina kusiner när han kommer hem till honom när Anna är där.

### Roger Andersson
Spelas av Leonard Terfelt 

Roger är en av de fyra juridikstuderande som ingår i professor Haglund "Oskyldigt dömd"-grupp. Han är en före detta polis, och blir genom ett falskt vittnesmål indragen i Oskyldigt dömd-gruppens första fall. Han är inte längre välkommen i kåren efter meneds-frågan och beslutar sig för att studera juridik istället. Rogers svaghet är att han kan bli för involverad i fallet, som när han inleder ett förhållande med den misstänkta Nikki under ett fall om en smitningsolycka och ett mord.

### Övriga Återkommande Roller
- Tomas Thomén spelas av Magnus Mark och är rektor magnificus vid Uppsala universitet, och om det inte vore för professor Haglund skulle han ha full kontroll på verksamheten.[18]

- Ulrika Stiegler spelas av Marie Richardson. Hon är kammaråklagare vid åklagarmyndigheten i Stockholm och en återkommande motståndare till Markus Haglund.[18] Hon är dessutom Markus före detta fru.

- Caroline Gustavsson spelas av Anja Lundqvist. Hon är professor i komparativ rätt och prefekt på juridiska fakulteten i Uppsala. Hon är dessutom Markus chef.[18]

## Avsnittsguide

### Säsong 1
| Nr      | Sändes på TV4      | Antal tittare |
| ------- | ------------------ | ------------- |
| 01 - 01 | 24 september, 2008 | 1 210 000     |
| 01 - 02 | 1 oktober, 2008    | 975 000       |
| 01 - 03 | 8 oktober, 2008    | 955 000       |
| 01 - 04 | 15 oktober, 2008   | 955 000       |
| 01 - 05 | 22 oktober, 2008   | i.u           |
| 01 - 06 | 29 oktober, 2008   | i.u           |
| 01 - 07 | 5 november, 2008   | i.u           |
| 01 - 08 | 12 november, 2008  | i.u           |
| 01 - 09 | 19 november, 2008  | i.u           |
| 01 - 10 | 26 november, 2008  | i.u           |
| 01 - 11 | 3 december, 2008   | i.u           |
| 01 - 12 | 10 december, 2008  | i.u           |

### Säsong 2
| Nr      | Sändes på TV4      | Antal tittare |
| ------- | ------------------ | ------------- |
| 02 - 01 | 30 september, 2009 | i.u           |
| 02 - 02 | 7 oktober, 2009    | i.u           |
| 02 - 03 | 14 oktober, 2009   | i.u           |
| 02 - 04 | 21 oktober, 2009   | i.u           |
| 02 - 05 | 28 oktober, 2009   | i.u           |
| 02 - 06 | 4 november, 2009   | i.u           |
| 02 - 07 | 11 november, 2009  | i.u           |
| 02 - 08 | 18 november, 2009  | i.u           |
| 02 - 09 | 25 november, 2009  | i.u           |
| 02 - 10 | 2 december, 2009   | i.u           |
| 02 - 11 | 9 december, 2009   | i.u           |
| 02 - 12 | 16 december, 2009  | i.u           |

## DVD
Den första säsongen släpptes som fyradisc-DVD 11 februari 2009. DVD:n distribueras av Sony Pictures, är 540 minuter lång och innehåller alla tolv avsnitt från den första säsongen. Det finns inget bonusmaterial med på releasen.